# Ascarina
El género Ascarina J.R.Forst. & G.Forst., 1775 comprende 12 especies de arbustos o arbolitos y pertenece a la familia Chloranthaceae. Su especie tipo es A. polystachya J.R.Forst. & G.Forst., 1775.

## Descripción
Con las caracteres generales de la familia Chloranthaceae.
- Arbustos o arbolitos perennes; dioicos, rara vez monoicos
- Inflorescencias terminales o axilares, usualmente una espiga compuesta péndula con 3 ramas, la mediana a menudo bi- o trífida
- Flores pequeñas, con brácteas persistentes. Flores masculinas con 1-5 estambres; anteras sésiles, cilíndricas, 4-loculares. Flores femeninas unicarpeladas; estigma sésil, asimétricamente bilabiado
- Fruto en baya de aspecto de drupa, negra, parda o roja.
- Número cromosómico: n = c. 14; 2n = 26.

## Distribución
El género se distribuye por las islas del Pacífico, desde Nueva Zelanda y las islas Marquesas a Borneo; una especie morfológicamente aislada en Madagascar.

## Usos
Las especies presentan un uso bastante restringido como ornamentales, sobre todo en sus zonas de origen.

## Sinonimia
- Ascarinopsis Humbert & Capuron, 1955. Especie tipo: Ascarinopsis coursii Humbert & Capuron, 1955.

## Táxones específicos incluidos
- Especie Ascarina alticola Schltr., 1906

Nueva Caledonia
- Especie Ascarina coursii (Humbert & Capuron, 1955) J.-F.Leroy & Jérémie, 1980

Madagascar
- Especie Ascarina lucida Hook.f., 1856 (= A. lanceolata Hook.f., 1856)

Nueva Zelanda, Is. Kermadec
- Especie Ascarina maheshwarii Swamy, 1953 (= A. diffusa A.C.Sm., 1976; A. subsessilis Verdc., 1985)

Islas Bougainville, Cook, Nuevas Hébridas, Samoa, Is. Salomón, Bismarck, Nueva Guinea
- Especie Ascarina marquesensis A.C.Sm., 1976

Is. Marquesas
- Especie Ascarina philippinensis C.B.Rob., 1909 (= A. reticulata Merr., 1917)

Filipinas (Luzón)
- Especie Ascarina polystachya J.R.Forst. & G.Forst., 1775

Is. Sociedad
- Especie Ascarina raiateensis J.W.Moore, 1934

Is. Sociedad
- Especie Ascarina rubricaulis Solms in DC., 1869 (= A. lurida Solms in DC., 1869)

n = c. 14; 2n = 26; Nueva Caledonia
- Especie Ascarina solmsiana Schltr., 1906 (= A. solmsiana var. grandifolia Jérémie, 1982)

2n = 26; Nueva Caledonia
- Especie Ascarina subfalcata J.W.Moore, 1933

Is. Sociedad
- Especie Ascarina swamyana A.C.Sm., 1976

Nuevas Hébridas, Fiji